# شورولت اوپالا
شورولت اوپالا (انگلیسی: Chevrolet Opala) یک خودرو ی سایز متوسط است که توسط شورلت در برزیل از سال ۱۹۶۹ تا ۱۹۹۲ تولید شد. این خودرو بر اساس اوپل رکورد آلمان ساخته شده بود و به عنوان یک سدان چهار در و یک کوپه دو در به فروش می‌رسید. شورلت اوپالا یک خودروی نمادین در تاریخ خودروسازی برزیل به حساب می‌آید و اهمیت آن به دلیل طراحی انقلابی، عملکرد و راحتی آن زمان بود. شورلت اوپالا چندین گزینه داشت، از ۲٫۵ لیتر تا ۴٫۱ لیتر، و برای مسابقه در مسابقات قهرمانی اتومبیل‌های تور برزیل (Stock Car Brasil) مناسب بود. شورلت اوپالا در سال ۱۹۹۲ با شورولت امگا جایگزین شد.